# Lessay
Lessay är en kommun i departementet Manche i regionen Normandie i norra Frankrike. Kommunen ligger i kantonen Lessay som tillhör arrondissementet Coutances. År 2018 hade Lessay 1 994 invånare.

## Befolkningsutveckling
Antalet invånare i kommunen Lessay
| Referens: INSEE |